# Тариэл Голуа (фильм)
«Тариэл Голуа» — советский фильм 1968 года снятый на киностудии «Грузия-фильм» режиссёром Леваном Хотивари.

## Сюжет
Экранизация одноимённого романа Лео Киачели.
Грузия в период Революции 1905 года. Большевистские идеи проникают в среду грузинских крестьян. Тариэл Голуа, местный крестьянин, становится крестьянским вожаком, ведет революционную пропаганду. По его совету крестьяне грузинского села создают общину для борьбы с помещиками. Местным властям приходится подавлять бунтарские настроения. Тариэл Голуа стоит за мирное решение конфликтов, но когда власти сжигают его дом дотла, его сын — активный большевик, оказывается убит, а сам он арестован и посажен в тюрьму, Тариэл Голуа решает начать вооружённую борьбу.

## В ролях
- Александр Омиадзе — Тариэл Голуа
- Тамаз Гамкрелидзе — Леван
- Отар Мегвинетухуцеси — Гайоэ
- Кетеван Кикнадзе — Тина
- Давид Абашидзе — Бачуа
- Нино Мжаванадзе — Татия
- Акакий Хидашели — Гио
- Ипполит Хвичия — Кажина
- Акакий Васадзе — Давид
- Дудухана Церодзе — Варвара
- Вахтанг Нинуа — Манучар
- Тамара Цицишвили — Мтвариса
- Зураб Капианидзе — эпизод
- Эммануил Апхаидзе — эпизод
- Елена Чохели — эпизод